# Contea di Xin'an
La contea di Xin'an (新安县S, Xīn'ān XiànP) è una contea della Cina, situata nella provincia di Henan e amministrata dalla prefettura di Luoyang.